# Eduard Fusek
Eduard Fusek (20. prosince 1901 Valašské Klobouky – 31. ledna 1996 Washington, D. C.) byl český a československý poválečný politik Československé strany lidové, za kterou byl poslancem Prozatímního a Ústavodárného Národního shromáždění, po roce 1948 exilový politik třetího odboje.

## Biografie
Vyučil se obchodním příručím, v letech 1918–1920 vystudoval dvouletou obchodní školu. Pak se dále sám vzdělával. Byl mimořádným posluchačem Právnické fakulty Univerzity Karlovy a prošel obchodní praxí v tuzemsku i zahraničí (Německo, Pobaltí, Švédsko, Norsko, Dánsko, Itálie, Francie a Turecko). V roce 1924 založil na Slovensku firmu na výrobu a prodej elektrotechnických potřeb a rozhlasových přijímačů. Od roku 1926 ji přenesl do Prahy. V roce 1932 otevřel velký obchod na prodej radiopřijímačů na Václavském náměstí. Byl držitelem několika patentů na výrobu elektrických pojistek, zástrček, vypínačů a zásuvek. V 2. polovině 20. let se začal veřejně a politicky angažovat. Byl zakladatelem a předsedou Svazu radioobchodníků ČSR. V roce 1935 se stal předsedou Ústředního svazu obchodu a jednatelem Svazu středního průmyslu. Už v letech 1919–1920 byl při založení mládežnické organizace meziválečný člen Československé živnostensko-obchodnické strany středostavovské. Během 30. let 20. století pak v této politické straně získával vliv a roku 1937 byl mezi kandidáty na předsedu. V komunálních volbách v roce 1938 byl zvolen do zastupitelstva hlavního města Prahy, bydlel tehdy v Barákově ulici č. 15, Praha XII. Po vplynutí živnostenské strany do nově vzniklé Strany národní jednoty se stal jejím členem a v únoru 1939 místopředsedou jejího většinového zastupitelského klubu na pražském magistrátu.
Během protektorátu působil v domácím odboji. Spolupracoval s organizací Obrana národa a byl ve spojení s generálem Josefem Bílým. Finančně pomáhal s odchody československých letců do zahraničí. Získal důležité informace o konfidentech pražského gestapa, které po válce předal československým úřadům. V roce 1945 se stal předsedou Ústředního svazu obchodu.
V letech 1945–1946 byl poslancem Prozatímního Národního shromáždění, kam byl zvolen za Ústřední svaz obchodu jako člen Československé lidové strany. Mandát obhájil v parlamentních volbách v roce 1946 a stal se poslancem Ústavodárného Národního shromáždění, kde zasedal do parlamentních voleb v roce 1948. Byl místopředsedou živnostensko–obchodního výboru Ústavodárného národního shromáždění.
V rámci ČSL patřil po roce 1945 k představitelům skupiny kritické vůči KSČ. Po únorovém převratu v roce 1948 odešel do emigrace. Nejprve do Velké Británie, pak Irska, kde neúspěšně podnikal jako výrobce akumulačních kamen. Od roku 1951 žil v USA. Vystřídal několik profesí (stavební dělník, školník) a v letech 1958–1968 řídil výstavbu katolické katedrály ve Washingtonu (Basilica of the National Shrine of the Immaculate Conception). Působil i v politických exilových kruzích. Odešel z lidové strany a na podzim 1948 zakládal obnovenou živnostenskou stranu v exilu a do 1955 byl jejím předsedou. Odmítl se stát členem Rady svobodného Československa, kam nebyla živnostenská strana připuštěna. V roce 1951 ale vstoupil do Národního výboru svobodného Československa. Po obnovení Rady svobodného Československa do ní v roce 1953 někteří zástupci exilové živnostenské strany vstoupili, ale Fusek zůstal trvale mimo. Strana se pak rozštěpila a nebyla výrazným proudem exilové politiky. Byl členem Společnosti pro vědy a umění.
Zemřel roku 1996 ve Washingtonu D. C.. Byl pohřben na městském hřbitově ve Valašských Kloboukách.